# Promar TV
Promar TV es un canal de televisión regional con señal abierta con base en Barquisimeto, Estado Lara al occidente de Venezuela, su señal puede verse además de en este último estado por el canal 27, en Barinas (canal 29), Portuguesa (Canal 25) y Yaracuy (Canal 25).

## Historia
Promar TV fue creada en el estado Lara como una compañía de producción cinematográfica llamada Mariano & Co. registrada a fines de 1949. Sus fundadores fueron Mariano Kossowski y su hermano Andrés Kossowski, inmigrantes polacos que llegan a Venezuela después de la Segunda Guerra Mundial.
La primera producción realizada por Mariano & Co. fue un programa de noticias, que salió al aire a finales de 1950 y era visto en clubes, escuelas, y en una enorme pantalla localizada en el estacionamiento de Sears Roebuck de Barquisimeto. Este fue la primera producción de noticias importante hecha fuera de la capital venezolana.
"El noticiero Lara" llamado así en 1953, fue denunciado ante el consejo municipal local por ser un "infeliz" competidor de los teatros y cinematógrafos locales.
En el mismo año (1953), la televisión apareció en Venezuela. "El noticiero Lara" fue incorporado en el "Observador Creole" de la estación de televisión privada, Radio Caracas Televisión. Por ello Mariano & Co. tuvo sus oficinas en Barquisimeto, pero, luego abrió oficinas en Caracas y otras partes del país.
En los 1960's, Mariano & Co. comenzó a realizar otro programa además del noticiero, llamado "Actualidades", cuyo objetivo era difundir la cultura larense. "Actualidades" fue suspendido en 1975 cuando su tiempo le fue concedido a "El Observador" (edición meridiana). Afortunadamente Mariano  &   Co. firmó excelentes contratos para producir programas como "Venezuela Vibra", "Dimensión Humana" , "Alerta",y "Archivo Criminal" uno de los programas más importantes producidos por ellos para RCTV.
Luego de varias décadas, produciendo programas y shows para otras televisoras, Mariano & Co. decide crear su propio canal de televisión. Promar TV, salió por primera vez al aire el 14 de septiembre de 1995 y el 20 de  noviembre de 1995 con transmisiones regulares, el canal se ubicaría en Barquisimeto. Comenzó como filial de Globovisión y hoy en día está al aire las 24 horas del día.